# Вале I (Виченца)
Вале I је насеље у Италији у округу Виченца, региону Венето.
Према процени из 2011. у насељу је живело 2 становника. Насеље се налази на надморској висини од 1070 м.